# Јапонизам
Јапонизам или Јапанизам је први пут описан од стране француског уметничког критичара и колекционара, Филипа Буртија 1872. Јапонизам, од француског Japonisme је проучавање јапанске уметности. Јапонизам је утицао на ликовну уметност, скулптуру, архитектуру, извођачке уметности и декоративне уметности широм Европе и Америка. Термин се често користи за упућивање на јапански утицај на европску уметност, посебно у импресионизму. Јапонизам је такође имао велики утицај на Сецесију.

## Укијо-е
Од 1860-их,  укијо-е , јапански дрворез, постао је извор инспирације за многе западне уметнике. Укијо-е је почео као јапанска школа сликања која се развила у 17. веку. Укијо дрворези су направљени да задовоље потражњу за јефтиним сувенирима. Нису стварани за индивидуалне купце, већ за генерално тржиште у Јапану. И ако је одређен број дрвореза увожен од стране Холанђана, тек ће 1860-их стећи популарност у Европи. Западни уметници су били интригирани оригиналном композицијом и креативном употребом боје. Укијо-е је имао драматичне визуелне ефекте који скраћују перспективу и дубину простора као и асиметричну композицију.

## Историја

### Изолација (1639–1858)
Током Едо периода (1639–1858), Јапан је био у периоду изолације и имао је само једну активну интернационалну луку. Токугава шогун наредио је да се на обали Нагасакија подигне острво Дејима, из којег би Јапан могао да прима увозну робу. Холанђани су једини којима је била дозвољена трговина са Јапаном, али је то било довољно да јапанска уметност остави утисак на запад. Сваке године би холандски бродови дошли пуни западне робе за извоз. У терет се налазио низ холандских расправа о сликарству, као и низ холандских отисака. Шиба Кокан створио је један од првих бакрописа у Јапану, технику коју је научио из увезених расправа. Шиба је комбиновао технику линеарне перспективе коју је научио из расправа, са својим укијо-е сликама.

#### Порцелан
Кроз изолациони период јапански импорти су били тражена луксузна роба од стране европских монарха. Јапанска мануфактура порцелана је почела у 17. веку после проналаска каолин глине у близини Нагасакија. Јапански произвођачи су били свесни популарности њихове робе у Европи, те су неки производи циљано прављени за тржиште. Порцелан и дрвени лакирани предмети су били најпопуларнији експорти Јапана у Европи. Порцелан је коришћен да декорише собе монарха у барокном и рококо стилу. Популарни начин представљања порцелана би био да се креира порцеланска соба. Полице би било постављене кроз целу собу да би се показала егзотична декорација предмета.

### Деветнаести век
Током Каеи ере (1848–1854), након више од 200 година изолације, страни трговачки бродови различитих националности почели су да посећују Јапан. Након Меиџи обнове 1868. године, Јапан је окончао дуг период националне изолације и постао отворен за увозе са запада, укључујући фотографију и технику штампања. Са овим отварањем у трговини, јапанска уметност и артефакти почели су да се појављују у малим продавницама куризиотета у Паризу и Лондону.

Јапонизам је почео као мода сакупљања јапанске уметности, посебно укијо-е. Неки од првих узорака укијо-е могли су се видети у Паризу. Око 1856. године француски уметник Феликс Бракемонд први је наишао на копију скице Хокусаи Манга у радионици свог штампача, Аугуста Делатре. Скица је стигла у Делатерову радионицу убрзо након што су се 1854. године јапанске луке отвориле глобалној економији; због тога, јапанска уметничка дела још нису стекла популарност на западу. У годинама које су уследиле након овог открића, дошло је до пораста интересовања за јапанске графике. Продавали су их у продавницама куризиотета, чајним складиштима и већим продавницама. Продавнице као La Porte Chinoise специјализовале су се за продају јапанског и кинеског увоза. La Porte Chinoise је посебно привлачила уметнике као Вистлер, Мане и Дега који су тражили инспирацију из увозне робе.
Европски уметници тог времена су тражили алтернативну строгим академским методологијама. Скупови које су организовале радње као La Porte Chinoise олакшали су ширење информација о јапанској уметности и техникама.

## Уметници и покрети
Укијо-е је био један од главних јапанских утицаја на западну уметност. Западне уметнике су привукле шарене позадине, реалистичне унутрашње и спољне сцене и идеализоване фигуре. Нагласак је стављен на дијагонале, перспективу и асиметрију у укијо-е, што се може видети код западних уметника који су усвојили и прилагодили тај стил. Потребно је проучити сваког уметника као појединца који је направио јединствене иновације

### Винсент ван Гог и дрворези
Ван Гог је започео свој дубоки интерес за јапанске графике када је открио илустрације Феликса Регамеа у издању The Illustrated London News и Le Monde Illustré. Регаме је направио отиске за дрворезе, следио је јапанске технике и често приказивао сцене јапанског живота. Ван Гог је користио Регамеи као поуздан извор за уметничке праксе и свакодневне животне сцене Јапанаца. Почевши од 1885. године, Ван Гог је прешао са скупљања илустрација часописа, као што је и Регаме, на колекције укијо-е штампе које су се могле купити у малим париским продавницама. Ван Гог је поделио ове графике са својим савременицима и организовао јапанску изложбу штампе у Паризу 1887. Ван Гогов портрет Пере Тангуј (1887) је портрет његовог трговца бојама Јулиена Тангуја. Ван Гог је створио две верзије овог портрета, обе имају позадину јапанских отисака. Многи отисци иза Тангуја могу се идентификовати, уметницима као што су Хирошиге и Кунисада. Ван Гог је испунио портрет живим бојама. Веровао је да купце више не занимају холандске слике сивих тонова, већ слике са много боја које су виђене као модерне и тражене. Био је инспирисан јапанским дрворезима и њиховим шареним палетама. Ван Гог је у своје радове укључио живост боја у првом плану и позадину слика које је уочио у јапанским дрворезима и користио је светло да то изоштри.

### Едгар Дега и јапанске графике
1860-их Едгар Дега почео је да сакупља јапанске графике из La Porte Chinoise и других малих штампарија у Паризу. Дегаови савременици су такође полели да скупљају отиске, који су му дали велику колекцију за инспирацију. Међу отисцима који су приказани Дегау била је копија Хокусајеви Random Sketches, које је Бракемонд купио након што их је видио у Делатревој радионици. Процењује се да је усвојио јапонизам у својим графикама око 1875. Јапански утицај се може видети у подели појединачних сцена постављањен граница вертикално, хоризонтално и дијагонално. Слично многим јапанским уметницима, Дега се фокусира на жене и њихове дневне рутине. Необично постављање женских фигура као и реализам имају паралеле у јапанским уметницима као што су Хокусаи, Утамаро и Сукенобу. У Дегаовом Mary Cassatt at the Louvre: The Etruscan Gallery (1879—1880), сличности између јапанских графика и Дегаовог рада могу се наћи у две фигуре: једна која стоји и другом која седи. Композиција фигура била је позната у јапанским принтовима. Дега такође наставља да користи линије да би створио дубину и одвојен простор унутар сцене. Жена која се ослања на затворени кишобран је позајмљена директно из Хокусаијевих Random Sketches.

### Џејмс МекНил Вистлер и британски јапонизам
Изложба јапанске уметности одржана је у Британији почетком 1850-их. Изложбе су укључивале варијацију јапанских објеката као мапе, писма, тектил и свакодневне објекте.  Ове изложбе су биле извор националног поноса за Јапан и служиле су стварању јединственог јапанског идентитета, одвојеног од генералног "оријенталног" културног идентитета. Џејмс је био амерички уметник који је првенствено радио у Британији. Крајем 19. века, Вистлер је почео да одбацује реалистични стил сликања који су његови савременици фаворизовали. Уместо тога, Вистлер је у јапанској естетици пронашао једноставност и технички квалитет. Уместо копирања одређених јапанских уметника и уметничких дела, Вистлер је био под утицајем опште јапанске методе артикулације и композиције коју је интегрисао у своја дела. Због тога се Вистлер уздржавао од приказивања јапанских предмета на својим сликама; уместо тога, он је користио композиционе аспекте да унесе осећај егзотике. Вистлеров The Punt (1861) показује интересовање за асиметричне композиције и драматичну употребу визуелних ефеката који скраћују перспективу и дубину простора. Овај стил композиције није био популаран међу његовим савременицима још наредних десет година, али то је била карактеристика раније Укијо-е уметности.

### Густав Климт
Скоро сви сецесионисти у Бечу (Бечка сецесија) су били под утицајем јапонизма, као и Сецесија генерално, али се издваја Густав Климт. Још 1868 Јапан је препознао значај који Weltausstellung може имати за промоцију јапанске културе и хтели су да учествују, ангажујући најбоље уметнике и тражећи савет немачких интелектуалаца, као Горден Вагенер. Оставили су велики утисак и имали доста успеха. Бечка сецесија ће неколико деценија касније имати изложбу посвећену јапанској култури, 1903 године. Добро је познато да је Густав Климт имао велику колекцију јапанске и кинеске уметности, као и одеће, која је нажалост изгубљена у Другом светском рату. Значајан део колекције се налазио код Емили Флоге и страдао је у ватри 1945. Климт је био доста инспирисан јапанском уметношћу, нарочито Ито Јакучијевим Golden Pheasant and Bamboo in Snow. Портрет Соње Книпс својом дводимензионалношћу се истиче по јапанском утицају као и неким метафорама, али за разлику од својих савременика такође инспирисаних Јапаном, Климт се уздржва од приказа модела у кимоно одећи, већ користи традиционалне европске хаљине. Други портрет Аделе Бауер такође показује знаке јапанских утицаја, али утицаји код Климта су генерално били суптилнији и префињенији него код његових савременика, те их је теже разазнати. Још један разлог је комбинација са утицајима византијских мозаика, као и кинеским мотивима.

### Уметници под утицајем јапанске уметности и културе
| Уметник              | Датум рођења | Датум смрти | Националност     | Стил                                               |
| -------------------- | ------------ | ----------- | ---------------- | -------------------------------------------------- |
| Џејмс Тисо           | 1836         | 1902        | Француска        | Реализам                                           |
| Џејмс Вистлер        | 1834         | 1903        | Америчка         | Реализам, Импресионизам                            |
| Едуар Мане           | 1832         | 1883        | Француска        | Реализам, Импресионизам                            |
| Клод Моне            | 1840         | 1926        | Француска        | Импресионизам                                      |
| Винсент ван Гог      | 1853         | 1890        | Холандса         | Пост-импресионизам                                 |
| Едгар Дега           | 1834         | 1917        | Француска        | Импресионизам                                      |
| Пјер Огист Реноар    | 1841         | 1919        | Француска        | Импресионизам                                      |
| Камиј Писаро         | 1830         | 1903        | Данско-Француска | Импресионизам, Пост-импресионизам                  |
| Пол Гоген            | 1848         | 1903        | Француска        | Пост-импресионизам, Примитивизам                   |
| Анри де Тулуз-Лотрек | 1864         | 1901        | Француска        | Пост-импресионизам, Сецесија                       |
| Мери Касат           | 1844         | 1926        | Америчка         | Импресионизам                                      |
| Берта Лум            | 1869         | 1954        | Америчка         | Графика                                            |
| Вилијам Бредли       | 1801         | 1857        | Енглеска         | Портрет                                            |
| Обри Бирдсли         | 1872         | 1898        | Енглеска         | Сецесија, Естетицизам                              |
| Артур Дау            | 1857         | 1922        | Америчка         | Покрет уметности и занатства                       |
| Алфонс Муха          | 1860         | 1939        | Чешка            | Сецесија                                           |
| Густав Климт         | 1862         | 1918        | Аустријска       | Сецесија, Симболизам                               |
| Пјер Бонар           | 1867         | 1947        | Француска        | Пост-импресионизам                                 |
| Френк Лојд Рајт      | 1867         | 1959        | Америчка         | Преријска школа                                    |
| Чарлс Мекинтош       | 1868         | 1928        | Шкотска          | Симболизам, Покрет уметности и занатства, Сецесија |
| Луис Тифани          | 1848         | 1933        | Америчка         | Сецесија                                           |
| Хелен Хајд           | 1868         | 1919        | Америчка         | Графика                                            |
| Жорж Биго            | 1860         | 1927        | Француска        | Цртани филмови                                     |

## Јапанске баште
Естетику јапанских вртова у енглеском говорном подручју је увео Јосиа Кондера у Landscape Gardening in Japan (Kelly & Walsh, 1893). То је изазвало прве јапанске вртове на Западу. Друго издање је било потребно 1912. Кондерови принципи су се понекад показали тешким за праћење:
Опљачкана своје локалне одеће и манира, јапанска метода открива естетске принципе који се односе на вртове било које земље, подучавајући, како претворити у песму или слику у композицију, којој са свом разноврсношћу детаља, иначе недостаје јединство и намера.
Таса (Сабуро) Еида је створила неколико утицајних вртова, два за јапанско-британску изложбу у Лондону 1910. године и једну чија је изградња трајала четири године за Вилијама Валкера.
Japanese Garden Construction Семјуел Нусома понудила је јапанску естетику као коректив у изградњи камених вртова, који своје порекло дугују западној жељи 19. века да узгајају планинске биље, приближне алпским сипинама. Према Garden History Society пејзажни вртлар Сејемон Кусумото био је укључен у развој око 200 вртова у Великој Британији. Године 1937. излагао је камену башту на сајму цвећа у Челсију, и радио је на на разним имањима и дворцима широм Британије.
Импресионистички сликар Клод Моне обликовао је делове свог врта у Живернију према јапанским елементима, као што је мост преко језера љиљана, који је сликао много пута. Фокусирање се на неколико одабраних тачака, као што су мост или љиљани, последица је утицаја традиционалне јапанске визуелне методе која се налазила у укијо-е дрворезима, од којих је имао велику колекцију. Такође је садио биљке нативне Јапану да би добио егзотични изглед.

## Галерија
- Џејмс Вистлер, The Princess from the Land of Porcelain, 1863–1865
- Џејмс Тисо, La Japonaise au bain, 1864
- Феликс Бракемон, Service Rousseau, 1867
- Едуар Мане, Portrait of Émile Zola, 1868
- Густав де Јонге, The Japanese Fan, c. 1865
- Џејмс Вистлер, Nocturne in Blue and Gold: Old Battersea Bridge, 1872–1875
- Клод Моне, Madame Monet en costume Japonais, 1875
- Џејмс Вистлер, The Peacock Room, 1876–1877
- Винсент ван Гог, La courtisane (after Keisai Eisen), 1887
- Ван Гог, The Blooming Plum Tree (after Hiroshige's Plum Park in Kameido), 1887
- Анри де Тулуз-Лотрек литографија 1892
- Џорџ Хендрик Брајтнер - Girl in a White Kimono, oil on canvas, 1894[39]
- Одилон Редон, The Buddha, 1906
- Густав Климт, Lady with fan, 1917/18